# LexisNexis
LexisNexis ist ein kommerzieller Host, der sich auf die Bereitstellung von Informations- und Technologielösungen mit Volltexten internationaler Periodika, Presse- und Wirtschaftsinformationen spezialisiert hat. Besonders im angelsächsischen Raum ist LexisNexis auch als Anbieter von Fachdatenbanken mit Rechtsinformationen präsent.
Etwa drei Viertel der über 40.000 Informationsquellen stammen aus den Bereichen Wirtschaft und Medien, ein Viertel aus dem Rechts-Bereich. Die Kunden des Datenbankanbieters sind in fast allen Branchen und Funktionsbereichen vertreten. Als wichtigste Zielgruppen in Unternehmen werden die Bereiche Business Development, Communications, Compliance, Consulting, Finance, Legal, Market Intelligence, Marketing, Mergers & Acquisitions, Patent, Research & Information, Risk Management und Sales definiert.
LexisNexis gehört zur britisch-niederländischen RELX Group. Das Unternehmen ist Marktführer in den USA und im britischen Commonwealth, hat einen Jahresumsatz von ca. zwei Milliarden Euro und beschäftigt insgesamt etwa 10.500 Mitarbeiter in mehr als 150 Ländern. Auch in Deutschland ist das Unternehmen führender Anbieter von Recherchelösungen.

## Unternehmensstruktur

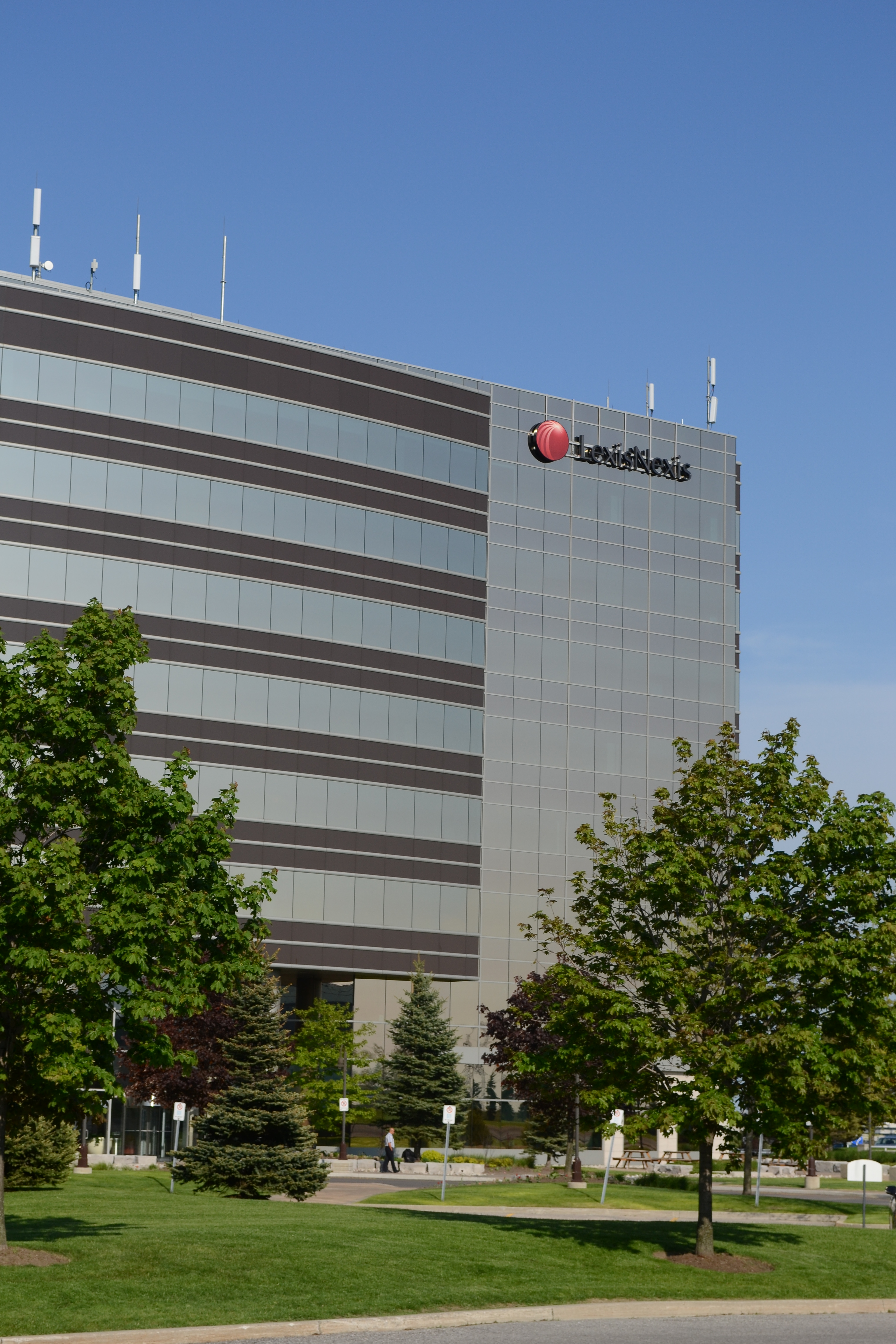
LexisNexis-Büro in Markham (Ontario)

LexisNexis ist in folgende Organisationseinheiten gegliedert, wobei sich in jedem der genannten Länder eine oder mehrere Niederlassungen befinden.
- Vereinigte Staaten
- Afrika: Südafrika, Naher Osten
- Europa: Deutschland, Belgien, Tschechische Republik, Frankreich, Niederlande, Österreich, Polen, Vereinigtes Königreich (UK)
- Kanada, Russland
- Lateinamerika: Argentinien, Chile, Mexiko
- Pazifik: Australien, Neuseeland
- LexisNexis Asia: China, Hong Kong, Indien, Japan, Korea, Malaysia, Singapur, Taiwan

Vertriebspartner gibt es außerdem in Dänemark, Finnland, Israel, Italien, Norwegen, Portugal, Russland, Spanien und Schweden.

### LexisNexis Deutschland

#### Aufbau in Frankfurt am Main
1991 wurde die LexisNexis Deutschland GmbH gegründet. Bis 2004 war der Firmensitz mit etwa 20 Mitarbeitern Frankfurt am Main. Hauptaktivitäten lagen im Bereich des Vertriebs der Online-Datenbank „LexisNexis Wirtschaft“ und der Akquisition deutschsprachiger Nachrichtenquellen, die in Lizenz in die Online-Produkte integriert wurden. Um eigene, besonders juristische Inhalte bereitstellen zu können, wurde 2002 der MBO-Verlag in Münster und dessen Callcenter in Rheine erworben.

#### Tätigkeit in Münster
2004 erfolgte die Verlegung des Firmensitzes nach Münster, wo bis Ende 2010 etwa 200 bis 300 festangestellte Mitarbeiter unter der Leitung von Christian Fleck (bis Ende 2007 Geschäftsführer von LexisNexis Mexiko) tätig waren; dieser löste im Januar 2008 Olaf Hantel als Geschäftsführer ab. Ebenfalls 2004 wurde die juristische Online-Datenbank LexisNexis Recht veröffentlicht. 2005 erwarb LexisNexis Deutschland den ZAP-Verlag und baute damit sein Portfolio auch in gedruckter juristischer Fachliteratur massiv aus. Die ZAP-Bücher und Zeitschriften waren in der Regel Bestandteil der Online-Datenbanken.
Am 16. November 2010 gaben LexisNexis Deutschland und Wolters Kluwer bekannt, dass die LexisNexis Deutschland GmbH mit den Geschäftsbereichen Legal und Regulatory zu Ende 2010 an Wolters Kluwer Germany (Köln) verkauft werden sollte; der Rechtsbereich in Deutschland mit etwa 200 Mitarbeitern wurde im Anschluss vollständig verkauft. Durch den Verkauf der LexisNexis Deutschland GmbH Ende 2010 gingen auch die darin aufgegangenen Marken MBO-Verlag und ZAP-Verlag mit an Wolters Kluwer Deutschland über. Die juristische Online-Datenbank wird seit Februar 2011 von Wolters Kluwer Deutschland unter dem neuen Namen Jurion Recht vertrieben.

#### Neue LexisNexis GmbH in Düsseldorf
Der Bereich Online-Wirtschaftsinformationen mit den Produktkategorien Compliance, Data Integration, Patent, Recherche und Medienbeobachtung sind seit dem 1. Januar 2011 das Kerngeschäft der LexisNexis GmbH in Deutschland. Über die Jahre erweiterte sich das Produktangebot und es entstanden zahlreiche Innovationen, etwa der Medien- und Wirtschaftsdienst Nexis sowie die Compliance-Lösung zur Geschäftspartnerprüfung Nexis Diligence+.
In Düsseldorf (Heerdter Sandberg 30) als Standort der Firma in Deutschland arbeiteten 2022 etwa 20 Mitarbeiter. Hier befindet sich die aus der ehemaligen LexisNexis Deutschland GmbH ausgelagerte, neu gegründete LexisNexis GmbH. Geschäftsführer sind Michael Krake und Marco Richter.

### LexisNexis Österreich
LexisNexis Österreich ist ein Fachverlag in Österreich im Bereich Steuern, Recht und Wirtschaft, der die Tradition der ehemaligen Verlagshäuser Orac und ARD unter internationalem Dach fortführt. Die Produktpalette umfasst Fachzeitschriften, Buchwerke, Skripten, Kodizes, eine eigene juristische Newsredaktion, Legal Tech Produkte wie Lexis SmartScan, Lexis ContractMaster und Lexis 360, eine Rechtsdatenbank.

## Datenbanken
LexisNexis führt alle Arten wirtschaftlicher Informationen im Volltext. Dazu gehören Presseinformationen, Agenturmeldungen und Presseauswertungen der weltweit wichtigsten Nachrichtenagenturen. Die Artikel der meisten englischsprachigen und vieler deutschsprachiger Periodika sind von LexisNexis seit den 1980er-Jahren erfasst und archiviert zugänglich. LexisNexis stellt den Inhalt tausender Tageszeitungen, Wochenzeitungen und Zeitschriften im Volltext zur Verfügung. Teil der Datenbestände sind außerdem Brancheninformationen und Marktübersichten sowie die Firmeninformationen zahlreicher spezialisierten internationaler und nationaler Anbieter.
Zu den Informationen über Personen gehören Biographien, öffentliche Personenregister (Public Records), Einwohnerverzeichnisse und Lizenzen, hauptsächlich von US-Bürgern. Zur Überprüfung von Geschäftspartnern greift LexisNexis zusätzlich auf PEP-, Sanktions-, Watch- und Blacklisten, Daten zu ESG und wirtschaftlich Berechtigten sowie u. a. auf die EU Consolidated List, FATF, Interpol und OFAC zu. Die Tools zur Medienbeobachtung beinhalten digitalisierte internationale Printmedien und relevante Websites sowie auch öffentlich zugängliche Social-Media-Quellen.
Auch Patentinformationen sowie in den USA registrierte Warenzeichen sind im Volltext und mit Zeichnungen abrufbar.
Vor allem in angelsächsisch geprägten Ländern führt LexisNexis alle Arten juristischer Volltexte (Entscheidungen, Aufsätze, aktuelle Rechtsnormen, andere amtliche Veröffentlichungen, Kommentierungen), vor allem des anglo-amerikanischen Rechts. Die vorgehaltenen US-amerikanischen Grundsatzentscheidungen reichen bis in die 1770er-Jahre zurück; die seit 1980 entschiedenen, öffentlich zugänglichen US-amerikanischen Urteile sind vollständig in der Datenbank enthalten.

## Zugriff
Die Online-Nutzung der Datenbestände kann nach Vertragsabschluss über das World Wide Web erfolgen. Diese Nutzung wird nach Anzahl der Nutzer, der ausgewählten Quellen und dem Suchvolumen berechnet. Eine Bereitstellung der Daten über eine Schnittstelle (API) ist ebenfalls möglich.

## Geschichte
Mead Data Central gründete 1973 in Dayton (USA) den Informationsdienst Lexis für Rechtsinformationen. 1980 wurde Lexis um den Informationsdienst Nexis für Medien- und Wirtschaftsinformationen erweitert. Die deutsche Niederlassung nahm 1991 ihren Betrieb in Frankfurt am Main auf. 1994 übernahm die Reed-Elsevier-Gruppe LexisNexis. LexisNexis ist vor allem durch die Übernahme und Integration von bereits bestehenden Informationsanbietern wie beispielsweise dem MBO-Verlag (Deutschland) 2002, Les Editions du Juris Classeur (Frankreich) und Butterworth (Großbritannien) gewachsen. 2005 wurde der deutsche Hauptsitz von Frankfurt am Main vollständig nach Münster verlegt, Anfang 2011 wiederum wurde er vollständig nach Düsseldorf verlegt.
Am 9. Mai 2005 bestätigte LexisNexis Presseberichte, denen zufolge personenbezogene Daten von etwa 32.000 Nutzern unberechtigt Dritten zugänglich geworden seien. Diese Zahl musste das Unternehmen später korrigieren, tatsächlich handelte es sich um etwa 310.000 Nutzer. Die Daten wurden dem am 14. Juli 2004 erworbenen Tochter-Unternehmen Seisint gestohlen. Der Diebstahl wurde vor dem Aufkauf der Firma getätigt und wurde erst im Nachhinein bekannt.

### Terminals
Bereits in den 1970er-Jahren bot LexisNexis in den USA einen Online-Service an. Ein-, Ausgabegeräte und Einwahlknoten wurden von LexisNexis für die Kunden im eigenen Hause hergestellt.